# Chris Young (baseball, 1979)
Pour les articles homonymes, voir Chris Young et Young.
Christopher Ryan Young (né le 25 mai 1979 à Dallas, Texas, États-Unis) est un lanceur droitier de la Ligue majeure de baseball. 
Il compte une sélection au match des étoiles en 2007 comme représentant des Padres de San Diego. Avec les Mariners de Seattle, il remporte le prix du retour de l'année en 2014 dans la Ligue américaine. Il fait partie de l'équipe des Royals de Kansas City championne de la Série mondiale 2015.

## Carrière

### Ligues mineures
Étudiant à l'Université de Princeton, Chris Young est repêché le 5 juin 2000, par les Pirates de Pittsburgh au troisième tour de sélection. Encore joueur de Ligues mineures, il est transféré chez les Expos de Montréal le 20 décembre 2002 en retour du lanceur droitier Matt Herges. 

### Rangers du Texas
Il rejoint ensuite les Rangers du Texas le 3 avril 2004 dans un échange qui envoie aux Expos le receveur Einar Díaz.
Young débute en Ligue majeure le 24 août 2004 sous les couleurs des Rangers. À sa première saison complète en 2005, il remporte un sommet en carrière de 12 victoires en 31 départs.

### Padres de San Diego
Le 6 janvier 2006, Young accompagne le voltigeur Terrmel Sledge et le futur joueur de premier but étoile Adrian Gonzalez à San Diego lorsque les Padres transigent avec les Rangers.
Les succès connus par Young en 2005 au Texas se poursuivent à San Diego, où il profite de l'environnement favorable aux lanceurs qu'est le Petco Park, stade des Padres, pour abaisser sa moyenne sous les 4 points mérités accordés par partie. En 2006, il remporte 11 victoires contre seulement 5 défaites avec une moyenne de points mérités de 3,46 en 31 départs. En 2007, il reçoit une invitation au match des étoiles et boucle la saison avec un dossier victoires-défaites de 9-8 et une moyenne de 3,12 en 30 départs. Au cours de ses deux saisons, il domine tous les lanceurs du baseball majeur pour le plus faible nombre de coups sûrs accordés à l'adversaire (6,7 et 6,1 en moyenne, respectivement).
De 2008 à 2010, de nombreuses blessures le tiennent à l'écart du jeu pour d'importantes périodes. Il quitte les Padres après sa quatrième saison à San Diego, après n'avoir lancé que quatre parties en 2010.

### Mets de New York
Le 20 janvier 2011, il signe un contrat d'un an avec les Mets de New York. Il n'effectue que 4 départs durant la saison qui suit, remportant une victoire avec une moyenne de points mérités de 1,88 en 24 manches.
Il amorce 20 parties des Mets en 2012, en gagnant 4 contre 9n défaites et sa moyenne de points mérités se chiffre à 4,15 en 115 manches au monticule.

### Intervention chirurgicale

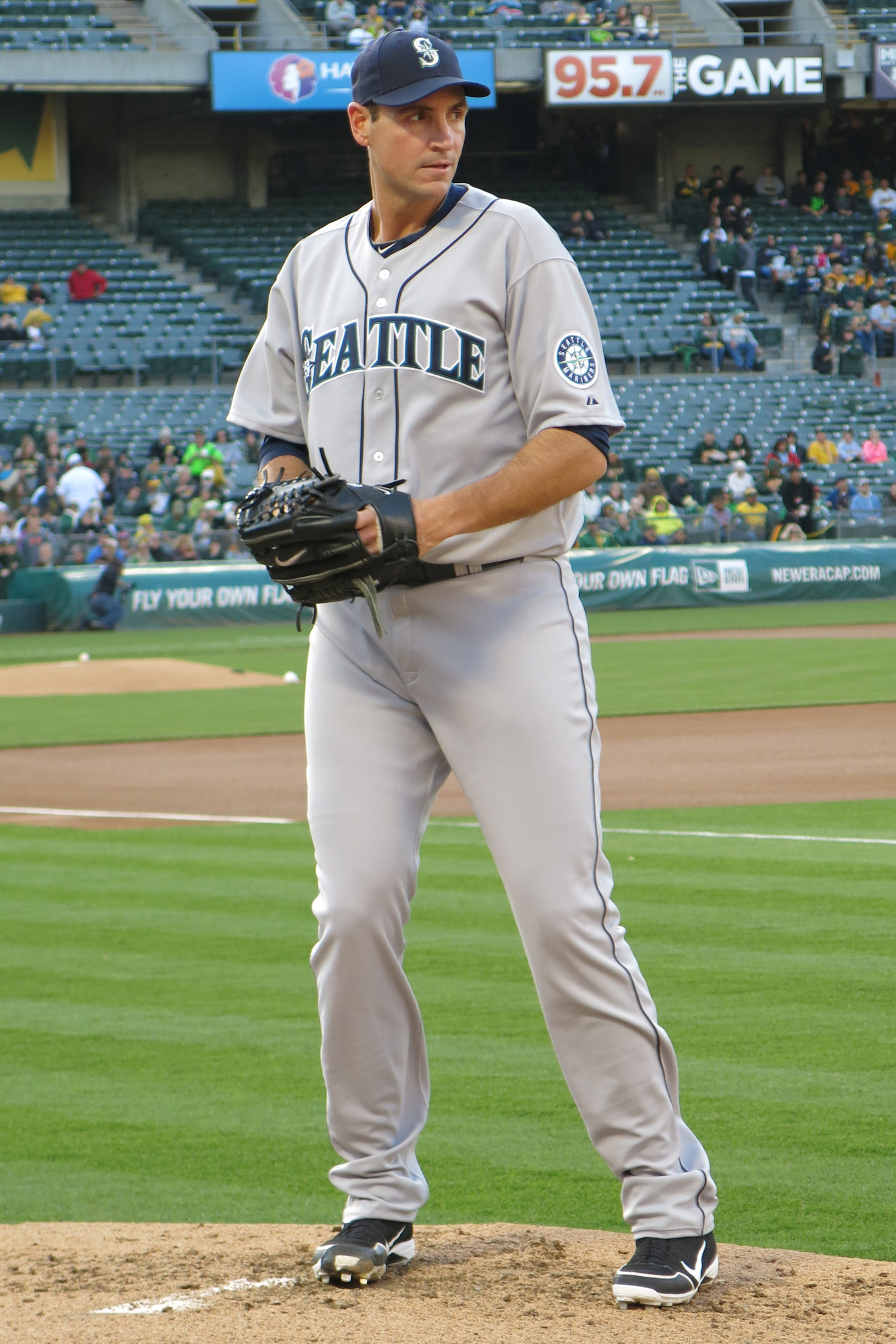
Chris Young en 2014 avec les Mariners de Seattle.

Il participe à l'entraînement de printemps des Nationals de Washington en 2013 mais est libéré le 26 mars, à quelques jours du début de la saison régulière. Les Nats le remettent sous contrat le 4 avril. Ennuyé par des douleurs à l'épaule et au cou, il ne peut lancer que 9 parties dans les ligues mineures en 2013. Il obtient une autre chance avec Washington, qui lui offre le 19 décembre 2013 un nouveau contrat des ligues mineures, mais qui le retranche à nouveau au camp d'entraînement suivant.
Les maux d'épaule qui ennuient Young depuis 2008 persistent et affectent sa qualité de vie, l'empêchant de dormir ou même de prendre ses enfants dans ses bras. À l'été 2013, un docteur déclare que l'épaule n'est pas le problème et pose un diagnostic de syndrome du défilé thoracobrachial. Young se soumet à la résection d'une partie de côte et on lui retire des muscles cervicaux autour d'un nerf, ce qui corrige le problème et lui permet de préparer son retour dans les majeures.

### Mariners de Seattle
Young paraphe le 27 mars 2014 un contrat d'un an avec les Mariners de Seattle. 
Il remporte le prix du meilleur retour de la saison dans la Ligue américaine après une brillante saison pour les Mariners. Il commence l'année par une présence comme lanceur de relève, sa première en carrière, à Oakland le 6 avril avant d'enchaîner 29 départs. Sa moyenne de points mérités pour la saison s'élève à 3,65 en 165 manches lancées, avec 12 victoires et 9 défaites.

### Royals de Kansas City

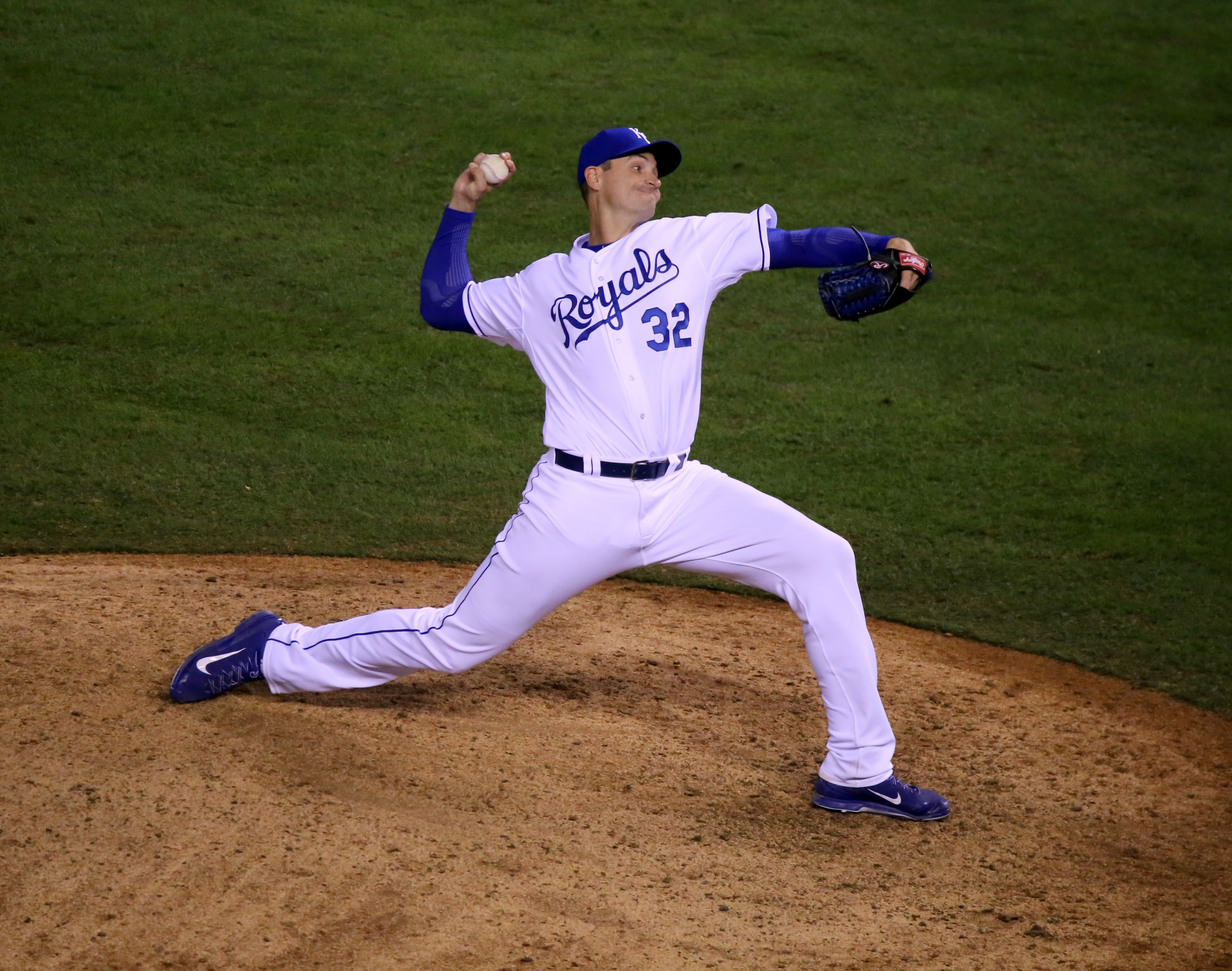
Chris Young lançant pour les Royals de Kansas City lors du premier match de la Série mondiale 2015.

Le 7 mars 2015, Young signe un contrat de 675 000 dollars pour une saison avec les Royals de Kansas City.
Le 27 octobre 2015, Young fait à 36 ans ses débuts en Série mondiale dans le premier match de la Série mondiale 2015 entre les Royals et les Mets de New York. Dépêché en relève, il lance les 12e, 13e et 14e manche d'un long match sans accorder de point ni de coup sûr aux Mets, décrochant ultimement la victoire.
Le 7 décembre 2015, le lanceur de 36 ans signe avec les Royals un nouveau contrat de 11,5 millions de dollars pour deux ans. Inefficace avec les Royals en 2016 et 2017, Young est libéré de son contrat le 24 juillet 2017.